# Actinorhytis calapparia
Actinorhytis calapparia là loài thực vật có hoa thuộc họ Arecaceae. Loài này được (Blume) H.Wendl. & Drude ex Scheff. mô tả khoa học đầu tiên năm 1876.